# Madelaine Petsch

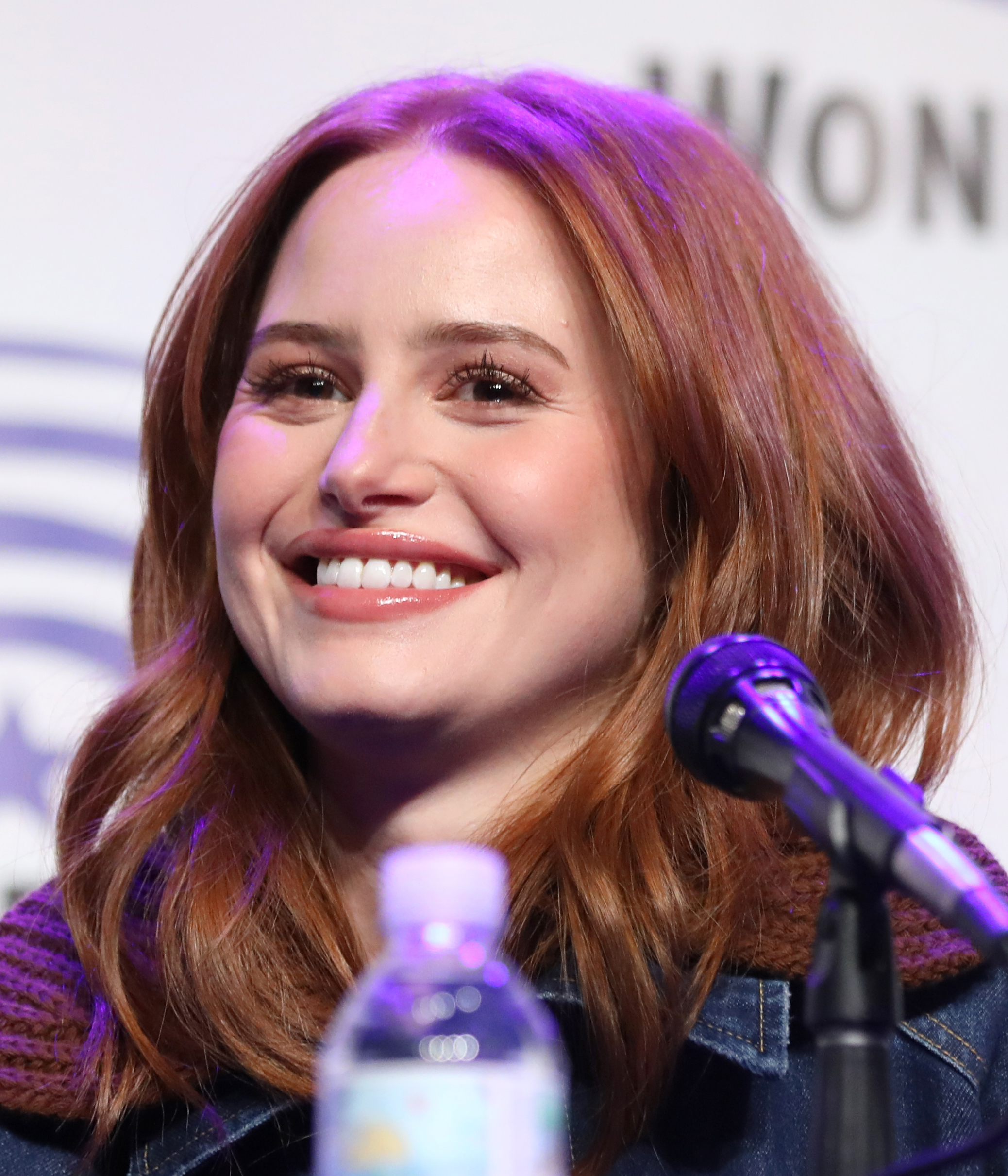
Madelaine Petsch, 2024

Madelaine Petsch (* 18. August 1994 in Port Orchard, Washington) ist eine US-amerikanische Schauspielerin. Sie spielt in der US-amerikanischen-Serie Riverdale die Rolle der Cheryl Blossom.

## Kindheit
Petsch wurde 1994 in den USA geboren. Im Alter von drei Jahren begann sie mit Tanzkursen und schrieb sich zwei Jahre später in Theaterkursen ein. Ihre Eltern stammen aus Südafrika, und sie lebte in ihren ersten zehn Lebensjahren sowohl dort als auch im US-Bundesstaat Washington. Sie besuchte die Tacoma School of the Arts und zog nach ihrem Abschluss nach Los Angeles. Petsch hat einen Bruder.

## Karriere
Petsch trat 2014 in einer nationalen Werbekampagne für Coca-Cola auf. Im Februar 2016 wurde sie als Cheryl Blossom in der Serie Riverdale besetzt. Die Dreharbeiten begannen im September 2016. Im März 2017 begann sie mit den Dreharbeiten zum Film Polaroid, der 2019 veröffentlicht wurde. Im April 2018 arbeitete sie mit der Sonnenbrillenfirma Privé Revaux zusammen und veröffentlichte eine eigene Sonnenbrillenkollektion.

## Filmografie (Auswahl)
- 2015: The Hive
- 2015: Instant Mom (Fernsehserie, Folge 3x25)
- 2016: The Curse of Sleeping Beauty – Dornröschens Fluch (The Curse of Sleeping Beauty)
- 2017–2023: Riverdale (Fernsehserie, 131 Folgen)
- 2017: F*&% the Prom
- 2019: Polaroid
- 2020: Sightless
- 2020: Acting for a Cause (Fernsehserie, Folge 2x02, Stimme)
- 2020: Die Simpsons (Fernsehserie, Folge 31x21, Stimme)
- 2022: Jane (auch Produktion)
- 2022: About Fate
- 2022: Hotel for the Holidays
- 2024: The Strangers: Chapter 1 (auch Produktion)

## Podcast
- 2020: Day by Day (Folge 1x10)
- 2020: The Shadow Diaries (12 Folgen)